# Marco Garofalo
Marco Garofalo (Roma, 14 agosto 1956 – Roma, 19 aprile 2018) è stato un ballerino e coreografo italiano.

## Carriera
Costretto a rinunciare alla carriera calcistica per via di un infortunio al ginocchio, Marco Garofalo iniziò a studiare danza all'età di ventuno anni con Enzo Paolo Turchi. Dopo aver lavorato nella compagnia di Tuccio Rigano, nel 1978, Garofalo debuttò in televisione in Ma che sera, famoso varietà con Raffaella Carrà.
Dal 1989 iniziò a lavorare come coreografo per show televisivi. La sua prima esperienza è rappresentata dalla riedizione di quell'anno di Lascia o raddoppia?: in seguito il coreografo realizzerà oltre settecento balletti per programmi come Buona Domenica, Bellezze sulla neve, Occhio allo specchio!, Fantastica italiana, Ciao Darwin, Luna Park, Re per una notte e L'eredità, collaborando con ballerini e showgirl come Lorella Cuccarini, Lorenza Mario, Mia Molinari, Fabrizio Mainini, Matilde Brandi, Heather Parisi, Laura Freddi, Natalia Estrada e Silvio Oddi.
Nel 2009 e nel 2010 fu insegnante/coreografo di danza moderna nel programma Amici di Maria De Filippi.
Morì il 19 aprile 2018, a Roma, all'età di 61 anni dopo una lunga malattia. Il giorno dopo fu celebrato il funerale nella Chiesa degli artisti in piazza del Popolo a Roma e riposa al cimitero Flaminio. Nel 2019 fu accreditato nell'ottava edizione di Ciao Darwin, di cui era stato coreografo dalla prima alla settima edizione, ricevendo tra l'altro un lungo applauso dopo un balletto nell'ultima puntata.

## Televisione
- Carramba che Fortuna
- Ma che sera
- Bim Bum Bam
- Buona Domenica
- Lascia o raddoppia?
- Occhio allo specchio!
- Bellezze sulla neve
- Fantastica italiana
- Tira & Molla
- Ciao Darwin
- Luna Park
- Re per una notte
- Incredibile!
- L'eredità
- Victor Victoria
- L'anno che verrà
- Amici di Maria De Filippi
- Domenica in
- Sanremo
- Music